# Exército do Armistício
O Exército do Armistício (em francês: Armée de l'Armistice) ou Exército Francês de Vichy (em francês: Vichy Armée française) foram as forças armadas da França de Vichy permitidas pelos termos do Armistício de 22 de Junho de 1940. Foi oficialmente dissolvida em 1942 após a invasão alemã da "Zona Livre" (Zone libre), que era governada diretamente pelo regime de Vichy.
No início de 1942, o número de homens do Exército do Armistício atingiu 550.000, incluindo 21.000 oficiais. 

## História

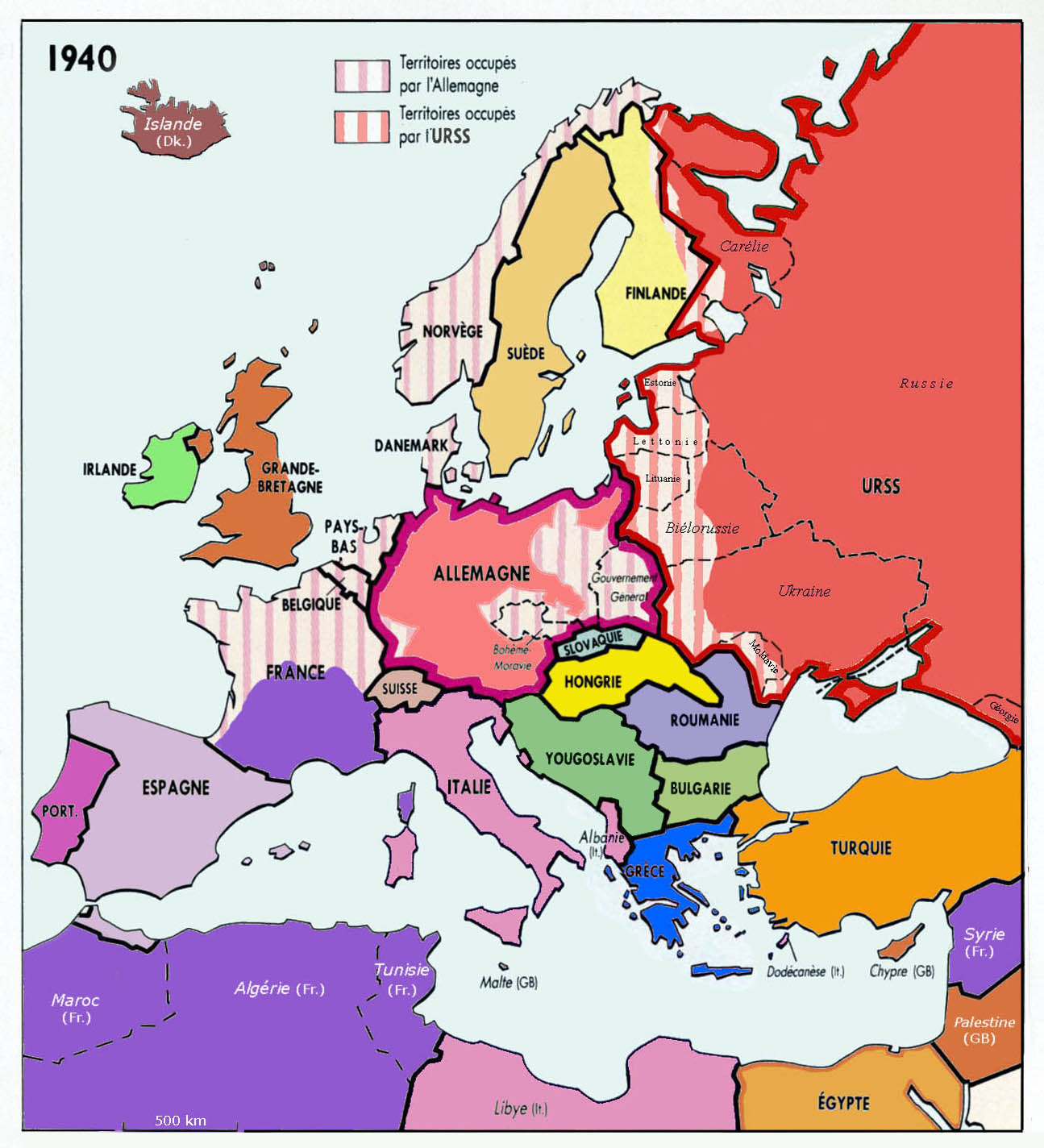
Divisão da França de acordo com as realidades históricas da época: a Alemanha Nazista anexou a Alsácia-Lorena e ocupou o norte da França Metropolitana e toda a costa atlântica até a fronteira com a Espanha. Isso deixou o resto da França, incluindo os dois quintos restantes do sul e leste da França metropolitana e da França Ultramarina do Norte da África, desocupados e sob o controle de um governo francês colaboracionista baseado na cidade de Vichy e liderado pelo marechal Philippe Pétain.

O artigo IV do Armistício de 22 de Junho de 1940 permitiu um pequeno exército francês — o Exército do Armistício (Armée de l'Armistice ) — estacionado na Zona Libre (França não ocupada) e no Império Colonial Francês no exterior.  Era chefiada pelo Marechal Philippe Pétain, herói da Primeira Guerra Mundial. A função dessas forças era manter a ordem interna e defender os territórios franceses dos ataques aliados. As forças francesas permaneceriam sob a direção geral das forças armadas alemãs. 
O Exército do Armistício foi uma força limitada, criada em julho de 1940, após a ocupação da França metropolitana pela Alemanha. A parte norte do território metropolitano foi ocupada de junho de 1940 a novembro de 1942 como consequência do Armistício, depois, território metropolitano completo como consequência da invasão aliada do norte da África Francesa (Operação Tocha) e da fidelidade aliada ao Exército colonial francês da África. Além de seu limitado exército regular, o Estado francês criou forças irregulares para combater a Resistência Francesa e os comunistas; ambos considerados inimigos por Vichy e pelas autoridades alemãs. 
A força exata do Exército Metropolitano Francês de Vichy foi estabelecida em 3.768 oficiais, 15.072 suboficiais e 75.360 homens. Todos os membros tinham que ser voluntários. Além do exército, o tamanho da Gendarmerie foi fixado em 60.000 homens, mais uma força antiaérea de 10.000 homens. Apesar do afluxo de soldados treinados das forças coloniais (reduzidas em tamanho após o Armistício), houve escassez de voluntários. Como resultado, 30.000 homens da turma de 1939 foram retidos para preencher a cota. No início de 1942, esses recrutas foram liberados, mas ainda não havia homens suficientes. Essa escassez permaneceu até a dissolução, apesar dos apelos de Vichy aos alemães por uma forma regular de recrutamento. 
O Exército Metropolitano Francês de Vichy estava privado de tanques e outros veículos blindados e sofria de uma escassez desesperada de transporte motorizado, um problema particular para unidades de cavalaria. Os cartazes de recrutamento sobreviventes enfatizam as oportunidades para atividades atléticas, incluindo equitação, refletindo tanto a ênfase geral colocada pelo governo de Vichy nas virtudes rurais e atividades ao ar livre quanto as realidades do serviço em uma força militar pequena e tecnologicamente atrasada. Elementos tradicionais característicos do Exército Francês anterior a 1940, como quepes e capotes pesados (casacos grandes abotoados) foram substituídos por boinas e uniformes simplificados. 
As autoridades de Vichy não mobilizaram o Exército do Armistício contra grupos de resistência ativos no sul da França, reservando essa função para a Milice (milícia), uma força paramilitar criada em 30 de janeiro de 1943 pelo governo de Vichy para combater a Resistência; assim, membros do exército regular puderam desertar para o Maquis após a ocupação alemã do sul da França e a dissolução do Exército do Armistício em novembro de 1942. Em contraste, a Milice continuou a colaborar e seus membros foram sujeitos a represálias após a Libertação. 
As forças coloniais francesas de Vichy foram reduzidas após os termos do Armistício. No entanto, Clayton escreve que os objetivos alemães na África em 1940 foram melhor atendidos pela administração francesa contínua do que pelas intrusões da Espanha ou da Itália. Assim, os franceses garantiram um acordo para a continuação do Exército da África com uma força de 100.000 homens, mais 20.000 trabalhadores militares para o Norte da África. Os totais permitidos foram aumentados em fevereiro e abril de 1941, após o que a força atingiu 127.000 mais 16.000 goumiers.  Na África Ocidental Francesa, o total inicial era de 33.000, composto por Tirailleurs, um grupo de artilharia, um regimento de cavalaria e unidades de logística. 
As forças em outros lugares incluíam quase 40.000 homens no Exército do Levante (Armée du Levant), no Líbano e na Síria. As forças coloniais foram autorizadas a manter alguns veículos blindados, embora estes fossem, em sua maioria, tanques Renault FT obsoletos da Primeira Guerra Mundial. 

## Dissolução na França Metropolitana
Após o início da invasão aliada do norte da África Francesa (Operação Tocha), Adolf Hitler ordenou a dissolução do Exército do Armistício na França continental em 26 de novembro de 1942. Alguns oficiais do estado-maior se apegaram à possibilidade sugerida por Hitler de formar um exército com um novo formato. Em 23 de dezembro, Hitler finalmente pôs fim a esta esperança ao declarar que "a criação de um novo Exército Francês [...] está fora de questão".  A descoberta de depósitos ilegais de armas tinha minado grandemente a confiança dos alemães nas autoridades francesas.  Foi imposto ao governo francês o prazo de 23 de janeiro de 1943: após essa data, os comandantes das regiões militares envolvidas seriam responsabilizados pessoalmente. Ao longo de 1943, um fluxo contínuo de oficiais ativos passou da Espanha para o Norte de África;  Cerca de 12.000 militares ou civis dirigiram-se para o Norte de África. 
Apesar da perda de confiança do Exército Alemão, resultante da descoberta dos depósitos de armas camuflados, o General Eugène Bridoux, que manteve o título de Secretário de Estado da Guerra, continuou seus esforços para reconstituir unidades armadas dependentes. Mas o marechal Gerd von Rundstedt recusou, e a Falange Africana nunca mais teve qualquer ligação com uma organização militar francesa.  Pierre Laval obteve de Hitler em Berchtesgaden, em 30 de abril de 1943, permissão para criar uma pequena força militar. A lei foi promulgada em 15 de julho de 1943 e, em 23 de julho, Bridoux ainda conseguiu formar o  Primeiro Regimento da França composto por três batalhões de infantaria, cavalaria e bicicleta.  Projetado para manter as tradições, o Primeiro Regimento participou de combates contra a Resistência Francesa; eventualmente se tornou parte das Forças Francesas do Interior.

## Estrutura
O Exército Francês de Vichy era composto por 1 GMD, 2 GMD, forças do Norte de África e da Indochina, e unidades controladas diretamente administradas separadamente: 

### 1º Grupo de Divisões Militares
O 1º Grupo de Divisões Militares foi formado em setembro de 1940. Sua sede ficava em Avignon. O corpo foi dissolvido em 1942, quando a Operação Anton foi lançada e a França de Vichy foi reduzida. O 1º Corpo Militar tinha o controle geral das divisões que estavam no sul e sudeste da França. Participou notavelmente da Operação Dragão (junto com o Exército Alemão). Embora o próprio corpo nunca tenha visto unidades de combate completas, parte dele participou da Operação Tocha no Norte da África e da Campanha Síria-Líbano. 
A organização do corpo em 1941 incluía: 

#### 7ª Divisão Militar
A divisão controlava unidades no leste da França, principalmente na fronteira com a Suíça. 
A 7ª Divisão Militar foi organizada em setembro de 1940 sob o comando do Major-General Pierre Robert de Saint-Vincent. Em novembro de 1942, a divisão foi desmobilizada. Além da divisão controlar unidades militares, também supervisionava as áreas do 1º Distrito Militar e do 2º Distrito Militar, além de um esquadrão de segurança e campos de treinamento. 
A estrutura da divisão em 1941 incluía:   
- Vice-Comandante, 7ª Divisão Militar
  - Comandante de Infantaria, 7ª Divisão Militar (Commandement d'Infanterie)
    - 4ª Demi-Brigada de Caçadores (4e Demi-brigada de Chasseurs)
      - 1º Batalhão de Caçadores
      - 2º Batalhão de Caçadores
      - 10º Batalhão de Caçadores

    - 65e Régiment d'Infanterie - (65º Regimento de Infantaria)
    - 151e Régiment d'Infanterie - (151º Regimento de Infantaria)

  - 61e Régiment d'Artillerie - (61º Regimento de Artilharia)
  - 5e Régiment de Dragons - (5º Regimento de Dragões)
  - 10e Bataillon de Genie - (10º Batalhão de Engenheiros)
  - 8/7e Grupo de Transmissões - (8/7º Grupo de Sinais)
  - 7e Compagnie du Train - (7ª Companhia de Abastecimento)
- Comando Militar dos Departamentos (Commandement Militaire de Department)
  - Comando Militar no Departamento de Saône-et-Loire (Commandament Militaire de Saune-et-Loire)
  - Comando Militar no Departamento de Ain (Commandament Militaire de Ain)
  - Comando Militar no Departamento de Jura (Commandament Militaire de Jura)
- Comando Distrital Militar (Commandement de District Militaire)
  - Comando do Distrito Militar de Saint-Claude (Commandement de District Militaire Saint-Claude)
  - Comando do Distrito Militar em Louhans (Commandement de District Militaire Louhans)
  - Comando do Distrito Militar em Charolles (Commandement de District Militaire Charolles)
  - Comando do Distrito Militar do Sul de Lons-le-Saunier (Commandement de District Militaire Sud Lons-le-Saunier)
  - Comando do Distrito Militar do Norte de Lons-le-Saunier (Commandement de District Militaire Nord Lons-le-Saunier)
- Campo de Treinamento de Valbonne (Terrain d'entraînement de Valbonne) (Valbonne)
- 4º Esquadrão, 1ª Guarda da Legião (4e Escadron du 1er Garde de la Légion)

#### 14ª Divisão Militar
A divisão foi organizada em setembro de 1940 sob o comando do tenente-general Alfred-Marie-Joseph-Louis Montagne.  Em novembro de 1942, a divisão se dispersou. Além de controlar unidades de campo, a divisão também supervisionava distritos militares, além de um esquadrão de segurança e campos de treinamento. 

#### Outras formações de corpo
- 15ª Divisão Militar [20]
- 16ª Divisão Militar [21]
- 1ª Brigada de Cavalaria da Reserva Geral
- 12º Grupo de Defesa Aérea
- 13º Grupo de Defesa Aérea
- 14º Grupo de Defesa Aérea

### 2º Grupo de Divisões Militares
- Chefe do Estado-Maior, 2º Corpo [22]
  - 9ª Divisão Militar
  - 12ª Divisão Militar
  - 13ª Divisão Militar
  - 17ª Divisão Militar
  - 2ª Brigada de Cavalaria da Reserva Geral

### Comandante-em-chefe, Teatro do Norte da África
- XIX Região Militar [23]
  - Divisão de Argel
  - Divisão de Constantino
  - Divisão de Oran
- Comandante das Tropas na Tunísia [24]
  - 4º Regimento de Zouaves (Tunísia)
  - 4º Tirailleurs Tunisinos (Sousse e Gabes)
  - 43º Regimento de Infantaria Colonial (Bizerta)
  - 4º Chasseurs d'Afrique (Túnis)
  - 4º Regimento de Spahis Tunisino
  - 62º Regimento de Artilharia Africano
  - Três Grupos da 8ª Legião de la Garde
- Comandante das Tropas em Marrocos [25]
  - Divisão Territorial Independente de Casablanca
  - Divisão Territorial de Fèz
  - Divisão Territorial de Marrakech
  - Divisão Territorial de Meknès

### Corpo do Exército da Indochina
- Divisão Annam (mais tarde apenas brigada) [26]
- Divisão Cochinshine-Cambodge
- Divisão Tonkin